# Hertogdom Saksen-Gotha (1640-1680)
Het hertogdom Saksen-Gotha was een van de Ernestijnse hertogdommen in de huidige Duitse deelstaat Thüringen.

## Geschiedenis
Het hertogdom Saksen-Gotha werd in 1640 onder Willem van Saksen-Weimar van Saksen-Weimar afgescheiden ten gunste van zijn broer Ernst I de Vrome, die Gotha als residentie koos.
De staat werd na het uitsterven van de linie Saksen-Eisenach in 1644 uitgebreid met de helft van die staat, na het uitsterven van de linie Saksen-Altenburg in 1672 met driekwart van die staat inclusief Coburg en in 1660 met delen van het vorstelijk graafschap Henneberg.
Na Ernsts dood (1675) werd Saksen-Gotha in 1680 verdeeld onder zijn zeven zoons, die aanvankelijk hadden getracht gezamenlijk te regeren:

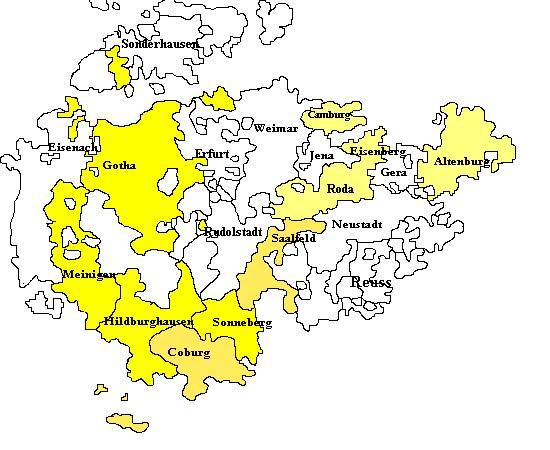
Saksen-Gotha 1680 voor de verdeling

1. Frederik I (1646-1691) verkreeg Saksen-Gotha-Altenburg
2. Albrecht (1648-1699) verkreeg Saksen-Coburg
3. Bernhard I (1649-1706) verkreeg Saksen-Meiningen
4. Hendrik (1650-1710) verkreeg Saksen-Römhild
5. Christiaan (1653-1707) verkreeg Saksen-Eisenberg
6. Ernst II (1655-1715) verkreeg Saksen-Hildburghausen
7. Johan Ernst (1658-1729) verkreeg Saksen-Saalfeld

## Hertogen
- 1640-1675: Ernst I de Vrome
- 1675:-1680: Frederik I, Albrecht, Bernhard I, Hendrik, Christiaan, Ernst II en Johan Ernst

| vader = Johan III van Saksen-Weimar